# مونشبرگ
شهر مونشبرگ (به آلمانی: Münchberg) در ایالت بایرن در کشور آلمان واقع شده‌است.